# Hrvatski pisci iz BiH, K
- Kaćunko, Božidar (Čerin, Čitluk, 8. kolovoza 1946. – 1993.). Pjesnik.
- Karačić, Ante (Crnač, Široki Brijeg, 10. listopada 1840. – Roško Polje, 24. srpnja 1891.). Pjesnik, pripovjedač i publicist.
- Karačić, Blago (Crnač, Široki Brijeg, 6. rujna 1914. – 25. studenoga 1994.). Dramski pisac i pjesnik.
- Karačić, Vendelin (Gornji Crnač, 18. studenoga 1942.). Esejist, likovni kritičar, pjesnik.
- Karamatić, Marko (Johovac, Doboj, 2. prosinca 1947.). Pisac.
- Karaula, Marija (Priluka, Livno, 1972.). Pjesnikinja.
- Karlovčan, Grgur (Kalinovac kod Đurđevca, 11. ožujka 1913. – Stara Gradiška, 29. rujna 1942.). Pjesnik.
- Kaser, Marinko (Kraševo, Tešanj, 25. svibnja 1949.). Pjesnik.
- Kesterčanek Vujica, Nada (Sarajevo, 29. ožujka 1917. – Wilkes-Bare, Pennsylvania, SAD, 10. lipnja 1971.). Pjesnikinja i pripovjedačica.
- Kiseli, Karlo (Zavidovići, 1939.). Romanopisac i dramski pisac.
- Klarić, Ivan (Vrkašić kod Bihaća, 25. kolovoza 1867. – Tuzla, 27. kolovoza 1912.). Pisac.
- Kljajić, Marko (Jakotina, Kotor Varoš, 12. rujna 1950.). Pjesnik.
- Kljajo, Ivo (Ilići, Mostar, 19. travnja 1915. – 1945.). Pjesnik i publicist.
- Kljajo, Stanko (Ilići, Mostar, 1904. – Zagreb, 1926.). Pjesnik i prozaist.
- Kljuić, Stjepan (Sarajevo, 19. prosinca 1939.). Novinar, političar i pisac.
- Knezović, Oton (Crnopod, Ljubuški, 27. siječnja 1889. – Chicago, SAD, 20. listopada 1964.). Književni povjesničar i esejist.
- Knežević, Anto (Potočani, Odžak, 1959.). Pisac.
- Knežević, Antun (Varcar Vakuf / Mrkonjić Grad, 9. siječnja 1834. – Kotor Varoš, 22. rujna 1899.). Pisac i povjesničar.
- Kobaš, Ivo (Grebnice, Bos. Šamac, 26. ožujka 1954.). Pjesnik za djecu.
- Kobaš, Pavo (Vidovice, 1. travnja 1948.). Pisac.
- Kocaj, Željko (Sarajevo, 1958.). Pripovjedač.
- Kolak, Josip (Podgrađe, Uskoplje, 20. ožujka 1953.). Pjesnik.
- Komarica, Tomislav Slavko (Banja Luka, 1923. – Beograd, 8. ožujka 1995.). Pisac.
- Komarica, Zvonimir (Banja Luka, 28. siječnja 1920.). Memoarist i publicist.
- Komšo, Šimo (Bijelo Polje, Kraljeva Sutjeska, 21. prosinca 1947. – Ćatići, kolovoza 2000.). Pjesnik.
- Konta, Vesna (Usora, 8. ožujka 1965.). Pjesnikinja.
- Kordić, Ivan (Blizanci, 22. veljače 1945.). Pjesnik, književni kritičar, novinar.
- Kordić, Lucijan (Grljevići, Ljubuški, 9. lipnja 1914. – Široki Brijeg, 16. lipnja 1993.). Pjesnik.
- Kordić, Nikola (Grljevići, Ljubuški, 16. ožujka 1897. – Vitina, 4. studenoga 1947.). Pjesnik.
- Kordić, Predrag (Grljevići, Ljubuški, 3. svibnja 1915.). Pjesnik, dramski pisac i esejist.
- Kordić, Ratimir (Vionica, Čitluk, 1. studenoga 1910. – Čerin, 1963.). Pisac.
- Kordić, Zdravko (Tihaljina, Ljubuški, 29. rujna 1955.). Pjesnik i književni kritičar.
- Koroman, Veselko (Radišići, Ljubuški, 7. travnja 1934.). Pjesnik, pripovjedač, romanopisac, esejist, književni kritičar, putopisac, književni povjesničar, antologičar.
- Koščak, Ivan (Bela kod Varaždina, 23. svibnja 1851. – Sarajevo, 20. prosinca 1915.). Pisac.
- Kovačević, Anto (Novo Selo, Odžak, 21. ožujka 1952.). Esejist i publicist.
- Krajinović, Mato (Zasavice, 1952.). Pisac.
- Kraljević, Anđeo (Čerigaj kod Lištice, 26. prosinca 1807. – Konjic, 25. ožujka 1879.). Biskup i pisac.
- Kraljević, Ante (Kočerin, Široki Brijeg, 22. ožujka 1951.). Pjesnik.
- Kranjčević, Silvije Strahimir (Senj, 17. veljače 1865. – Sarajevo, 29. listopada 1908.). Pjesnik i prozni pisac.
- Krističević, Mate (Fojnica, 1755. – 19. travnja 1840.). Pisac.
- Krstić, Nikola (Sarajevo, 12. listopada 1939.). Romanopisac, pripovjedač, književni i likovni kritičar.
- Krtalić, Ivan (Orahovica, Konjic, 20. srpnja 1941. – Zagreb, 7. prosinca 2000.). Književni kritičar i povjesničar.
- Kujundžija, Marija (Livno, 26. studenog 1962.). Pjesnikinja.
- Kušan, Ivan (Sarajevo, 30. kolovoza 1933.). Pripovjedač, romanopisac, dramski pisac i pisac za djecu.
- Kušan, Jakša (Čevljanovići, Sarajevo, 11. lipnja 1900. – Zagreb, 16. prosinca 1980.). Pjesnik, pripovjedač, romanopisac, dramski pisac.
- Kuzmanović, Adalbert (Loćarak kod Srijemske Mitrovice, 1863. – Sarajevo, 28. siječnja 1911.). Pjesnik, pripovjedač i dramski pisac.